# Expansió quantitativa
L'expansió quantitativa (coneguda també com a QE per les sigles en anglès de quantitative easing) és una política monetària excepcional que pot utilitzar un banc central per estimular una economia quan la política monetària estàndard no ha estat efectiva. Un banc central implementa l'expansió quantitativa comprant quantitats concretes d'actius financers a bancs comercials i altres institucions privades, fent que pugin els preus d'aquests actius financers, i baixant-ne el rendiment, al mateix temps que augmenta la base monetària. Això és diferent de la política més habitual de comprar o vendre deute públic a curt termini per mantenir els interessos del mercat interbancari en un valor objectiu concret.
La política monetària expansiva per estimular l'economia típicament implica que el banc central compri deute públic a curt termini per reduir els tipus d'interès de mercat a curt termini. No obstant, quan els tipus d'interès a curt termini arriben a s'acosten a zero, aquest mètode ja no pot funcionar. En aquestes circumstàncies, les autoritats poden utilitzar l'expansió quantitativa per estimular més l'economia comprant actius de maduresa més llarga que el deute públic a curt termini, i reduint així els tipus d'interès a terminis més llargs.
L'expansió quantitativa pot ajudar a evitar que la inflació caigui per sota d'un objectiu. Els riscos poden ser que la política sigui més efectiva del que s'esperava contra la deflació (provocant una inflació més alta a llarg termini, deguda a l'augment en la circulació de diners), o també que no ho sigui prou, si els bancs no fan préstecs amb les reserves addicionals. Segons el Fons Monetari Internacional i diversos economistes, l'expansió quantitativa que s'ha dut a terme des de la crisi financera global del 2007-2012 ha mitigat alguns efectes adversos de la crisi.

## Procés
L'expansió quantitativa és diferent de les polítiques monetàries estàndards dels bancs centrals, que normalment s'executen comprant o venent deute públic al mercat obert per arribar a l'objectiu fixat per a la taxa d'interès interbancària. No obstant, si una recessió o depressió continua fins i tot quan un banc central ha reduït els tipus d'interès a gairebé zero, el banc central ja no pot baixar-los més. Llavors, el banc central pot implementar una sèrie de tàctiques conegudes com a expansió quantitativa. Aquesta política se sol considerar com a l'últim recurs per estimular l'economia.
Un banc central executa l'expansió quantitativa comprant—sense referència al tipus d'interès—una quantitat determinada de bons o altres actius financers d'institucions financeres privades als mercats financers. L'objectiu d'aquesta política és facilitar una expansió dels préstecs als bancs privats; si els bancs privats presten més diners, augmentarà l'oferta de diners. A més, si el banc central també compra instruments financers amb més risc que el deute públic, també pot reduir el rendiment d'aquests actius.
L'expansió quantitativa, i la política monetària en general, només es pot dur a terme si el banc central controla la divisa que s'utilitza al país. Els bancs centrals dels països de la zona euro, per exemple, no poden expandir unilateralment el subministrament de diners i, per tant, no poden utilitzar l'expansió quantitativa. Han d'esperar que el Banc Central Europeu executi la política monetària.

## Història

### Abans de 2007
L'expansió quantitativa la va utilitzar per primer cop el Banc del Japó per lluitar contra la deflació a principis dels anys 2000. Segons el Banc del Japó, van adoptar la QE (量的金融緩和, ryōteki kin'yū kanwa) el 19 de març de 2001.
Durant molts anys, i fins al febrer de 2001, l'autoritat monetària japonesa havia sostingut que l'expansió quantitativa no era efectiva, i en rebutjava l'ús en política monetària. Havien mantingut els tipus d'interès a curt termini vora zero des de 1999. En expansió quantitativa, el Banc del Japó va omplir els bancs comercials d'excés de liquiditat per promocionar els crèdits privats, deixant-los amb grans quantitats de reserves i, per tant, poc risc de restriccions de liquiditat. El Banc del Japó ho va aconseguir comprant més bons del govern del que calia per deixar el tipus d'interès a zero. Després també va comprar  valors garantits per actius i accions, i van prorrogar els terminis del seu pla de compra de paper comercial.
El BdJ va augmentar la balança per compte corrent dels bancs comercials des de 5 bilions de iens fins a 35 bilions (uns 300.000 milions de dòlars americans) al llarg de quatre anys des de març de 2001. El BdJ també va triplicar la quantitat de deute públic japonès a llarg termini que podia comprar cada mes.

### Des de 2007
Des de l'inici de la crisi financera global de 2007–08, s'han utilitzat polítiques semblants als Estats Units, al Regne Unit, i a la zona euro. Aquests països han utilitzat l'expansió quantitativa perquè els seus tipus d'interès nominals sense risc eren zero o s'hi acostaven molt.
Durant el pic de la crisi financera de 2008, la Reserva Federal americana va augmentar el seu balanç de forma espectacular afegint nous actius i nous passius sense "esterilitzar-los" amb la compensació corresponent. Durant el mateix període, el Regne Unit també va utilitzar l'expansió quantitativa com a braç addicional de la política monetària per alleujar la seva crisi financera.

#### Les QE1, QE2, i QE3 als Estats Units

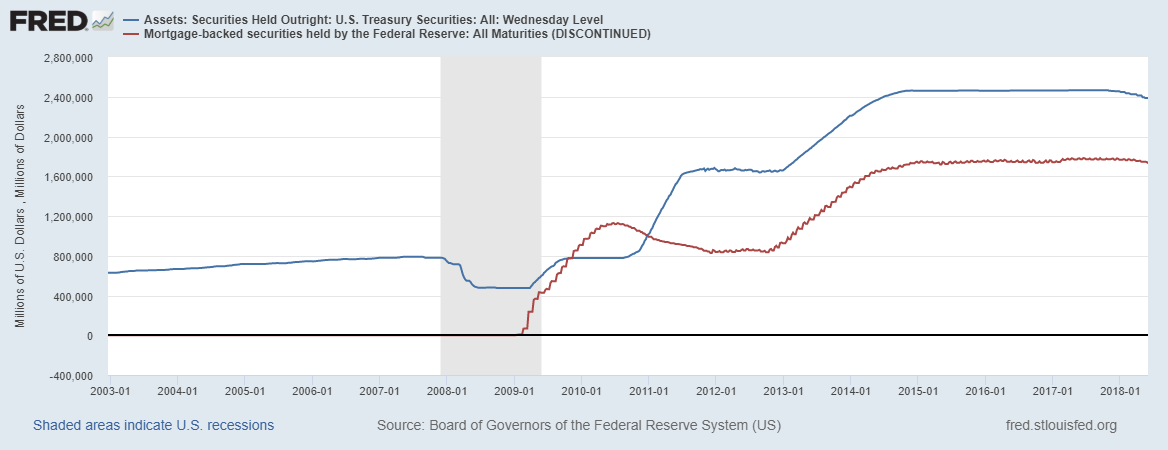
Quantitat de notes del tresor en mans de la Reserva Federal (en blau) i valors garantits per hipoteques (vermell)

La  Reserva Federal tenia al balanç entre 700.000 i 800.000 milions de dòlars en notes del Tresor abans de la recessió. A finals de novembre de 2008, la Reserva Federal va començar a comprar 600.000 milions de valors garantits per hipoteques. El març de 2009, ja tenia deute bancari, valors garantits per hipoteques i notes del Tresor per valor d'1,75 bilions de dòlars; va arribar a un pic de 2,1 bilions el juny de 2010. A mesura que va començar a millorar l'economia es van aturar les noves compres, però es van tornar a engegar a l'agost de 2010, quan la Fed va decidir que el creixement de l'economia no era robust. Després de l'aturada de juny, la quantitat va començar a caure de manera natural a mesura que el deute madurava i s'havia previst que caigués a 1,7 bilions el 2012. L'objectiu revisat de la Fed va passar a ser de mantenir la posició a 2,054 bilions de dòlars. Per mantenir aquest nivell, la Fed va comprar cada mes 30.000 milions de dòlars en notes del Tresor de dos a deu anys.
El novembre de 2010, la Fed va anunciar una segona ronda d'expansió quantitativa, comprant 600.000 milions de valors del Tresor fins a finals del segon trimestre de 2011. L'expressió "QE2" es va fer famosa durant el 2010, per referir-se a aquesta segona ronda d'expansió quantitativa als Estats Units. En retrospectiva, la ronda d'expansió quantitativa anterior a la QE2 es va començar a anomenar "QE1".
Es va anunciar una tercera ronda d'expansió quantitativa el 13 de setembre de 2012, que de seguida fou coneguda com a "QE3". En una votació guanyada per 11 a 1, la Reserva Federal va decidir de llançar un nou programa de compra de 40.000 milions de dòlars de bons (en concret, valors garantits per hipoteques) cada mes sense data de fi fixa. A més, el Comitè Federal del Mercat Obert (FOMC) va anunciar que probablement mantindria el tipus d'interès vora zero "almenys fins al 2015". Segons NASDAQ.com, això és de fet un programa d'estímul que permet a la Reserva Federal de mitigar cada mes 40.000 milions de dòlars de risc de deute immobiliari comercial. Com que no tenia data de caducitat, la QE3 també es va conèixer popularment com a "QE-Infinit". El 12 de desembre de 2012, el FOMC va anunciar un augment en el nombre de compres sense data de caducitat des de 40.000 milions per mes a 85.000 milions.
El 19 de juny de 2013, Ben Bernanke va anunciar una reducció d'algunes de les polítiques de QE de la Fed a causa de la prolongació de dades econòmiques positives. En concret, va dir que la Fed podria baixar les seves compres de bons des de 85 milions al mes fins a 65 durant la reunió següent prevista per setembre de 2013. També va suggerir que el programa de compra de bons podia clausurar-se cap a mitjans de 2014. Encara que Bernanke no va anunciar una pujada dels tipus d'interès, va suggerir que si la inflació seguia l'objectiu del 2% i l'atur baixava fins al 6,5%m la Fed segurament començaria a apujar els tipus. Les borses van caure aproximadament un 4,3% al llarg dels tres dies hàbils que van seguir l'anunci de Bernanke, amb el Dow Jones caient 659 punts entre el 19 i el 24 de juny, tancant a 14.660 a final del dia 24 de juny. El 18 de setembre de 2013, la Fed va decidir de no tornar a escalar el seu programa de compra de bons. Les compres es van aturar el 29 d'octubre de 2014. després d'acumular 4,5 bilions de dòlars en actius.

#### Regne Unit
Durant el seu programa de QE, el Banc d'Anglaterra va comprar gilts (deute públic britànic) a institucions financeres, juntament amb una quantitat més petita de deute de relativa alta qualitat emès per empreses privades. Els bancs, companyies d'assegurances, i fons de pensions utilitzen llavors els diners que han rebut per donar crèdits o fins i tot per recomprar més bons del banc. A més, el banc central podria deixar els nous diners a bancs privats o comprar actius als bancs a canvi de moneda. Aquestes mesures tenen l'efecte de deprimir els rendiments del deute públic i inversions similars, fent que atreure capital sigui més barat per les empreses. Un altre efecte secundari és que els inversors es passaran a altres productes, com ara accions, fent que en pugi el preu i animant el consum. La QE pot reduir els tipus d'interès del mercat interbancari a un dia i, per tant, animar els bancs a deixar diners a d'altres de més dèbils financerament que paguin més interessos.
El Banc d'Anglaterra havia adquirit al voltant de 165.000 milions de lliures en actius a setembre de 2009, i uns 175.000 milions cap a finals d'octubre de 2009. A la seva reunió de novembre de 2009, el Comitè de Política Monetària (MPC) va votar per augmentar les compres totals d'actius fins a 200.000 milions. La majoria dels actius adquirits han estat deute públic britànic (gilts); el Banc també va comprar quantitats menors d'actius d'alta qualitat del sector privat. El desembre de 2010, el membre de l'MPC Adam Posen va promoure una ampliació de 50.000 milions de lliures del programa d'expansió quantitativa, mentre que el seu col·lega Andrew Sentance demanava una pujada dels tipus d'interès perquè la inflació havia superat l'objectiu del 2%. L'octubre de 2011, el Banc d'Anglaterra va anunciar que duria a terme una altra ronda de QE, creant 75.000 milions de lliures addicionals. El febrer de 2012 en va anunciar 50.000 milions més. El juliol de 2012, va anunciar-ne 50.000 milions més, arribant a una quantitat total de 375.000 milions de lliures. El Banc d'Anglaterra va dir que no compraria més del 70% de cap emissió de deute públic. Això volia dir que com a mínim el 30% de qualsevol emissió de deute públic l'haurien de comprar i custodiar institucions diferents del Banc d'Anglaterra. El 2012, el Banc va estimar que l'expansió quantitativa havia beneficiat les famílies de forma diferent segons els actius que tinguessin; les més riques, en tenen més.

#### Europa
El Banc Central Europeu va dir que es concentraria en comprar bons coberts, un tipus de deute corporatiu. Va anunciar que les compres inicials serien d'uns 60.000 milions d'euros el maig de 2009.
A principis de 2013, el Banc Nacional Suís tenia el balanç de situació més gran en relació amb la mida de l'economia de la qual era responsable, amb gariebé un 100% de la producció nacional de Suïssa. Un total de 12% de les seves reserves eren en valors estrangers. En contrast, la Reserva Federal americana tenia aproximadament un 20% del PNB americà, mentre que els actius del Banc Central Europeu eren aproximadament d'un 30% del PNB.
El 22 de gener de 2015, Mario Draghi, president del Banc Central Europeu va anunciar un 'programa estès de compra d'actius', pel qual es comprarien cada mes 60.000 milions d'euros de bons dels governs centrals, agències i institucions de la zona euro. L'estímul estava planificat per prolongar-se fins al setembre de 2016, com a mínim, amb una QE total d'1,1 bilions d'euros. Mario Draghi va anunciar que el programa continuaria "fins que vegem un ajust continuat en el camí de la inflació", fent referència a la necessitat del BCE de combatre l'amenaça creixent de deflació que afectava la zona euro a principis de 2015.

#### El Japó des de 2007 i Abenomics
A principis d'octubre de 2010, el Banc del Japó va anunciar que consideraria la compra de 5  bilions de iens (60.000 milions de dòlars) en actius. Era un intent d'abaixar el valor del ien respecte al dòlar americà, per estimular l'economia domèstica abaratint les exportacions japoneses; no va funcionar.
El 4 d'agost de 2011, el Banc va anunciar una moció unilateral per augmentar la balança per compte corrent dels bancs comercials des de 40 bilions de iens (504.000 milions de dòlars) fins a un total de 50 bilions (630.000 milions de dòlars. L'octubre de 2011, el Banc va ampliar el seu programa de compra d'actius en 5 bilions de iens (66.000 milions de dòlars) fins a un total de 55 bilions de iens.
El 4 d'abril de 2013, el Banc del Japó va anunciar que ampliaria el seu programa de compra d'actius de 60 a 70 bilions de yens l'any.
El Banc esperava portar el Japó de la deflació a una inflació objectiu del 2%. La quantitat de compres era tan gran que s'esperava que dupliqués el subministrament de diners. Aquesta política s'ha anomenat Abenomics, mot creuat d'economia i Shinzō Abe, el primer ministre del Japó.
El 31 d'octubre de 2014, el Banc del Japó va anunciar l'expansió del seu programa de compra de bons, aquest cop per comprar-ne per valor de 80 bilions de iens.

## Efectivitat
Segons el Fons Monetari Internacional (FMI), les polítiques d'expansió quantitativa que han dut a terme els bancs centrals dels principals països desenvolupats des de la crisi de finals de la dècada dels 2000 han contribuït a la reducció de riscos sistèmics després de la fallida de Lehman Brothers. L'FMI assegura que les polítques també van contribuir a millorar la confiança dels mercats i a aturar la recessió a les economies del G7 a la segona meitat de 2009.
L'economista Martin Feldstein assegura que la segona ronda d'expansió quantitativa als Estats Units va provocar la pujada de les borses durant el segon semestre de 2010, que va contribuir a augmentar el consum i a la bona situació de l'economia dels Estats Units a finals de 2010. L'antic director de la Reserva Federal Alan Greenspan va calcular que, almenys fins al juliol de 2012, hi havia hagut "molt poc impacte sobre l'economia". El governador de la Reserva Federal Jeremy Stein ha dit que mesures d'expansió quantitativa com la compra d'actius a gran escala "han representat un paper molt significatiu en el suport de l'activitat econòmica".

## Impacte econòmic
L'expansió quantitativa pot provocar una inflació més alta de la desitjada si se sobreestima la magnitud de l'expansió i es creen massa diners amb la compra d'actius líquids. Per altra banda, pot fracassar en l'estímul de la demanda si els bancs continuen sense voler deixar diners a les empreses i les famílies. Fins i tot així, l'expansió pot facilitar el procés de desapalancament perquè redueix els rendiments. No obstant, hi ha un retard entre el creixement econòmic i la inflació; les pressions inflacionistes associades amb el creixement en massa monetària de la QE poden crear-se abans que el banc central actuï per compensar-les. Els riscos inflacionistes es mitiguen si l'economia del sistema creix a un ritme més ràpid que l'augment de la quantitat de diners degut a l'expansió. Si la producció d'una economia augmenta gràcies a l'augment de l'oferta de diners, el valor d'una unitat de divisa també pot augmentar, encara que hi hagi més quantitat de la divisa. Per exemple, si l'economia d'un país tingués un augment significatiu de producció a un ritme com a mínim tan alt com la quantitat de deute monetitzat, les pressions inflacionistes s'igualarien. Això només pot passar si els bancs presten els nous diners, en comptes d'acumular-los. En temps d'alta producció econòmica, el banc central sempre té l'opció de restaurar les reserves a nivells més alts augmentant els tipus d'interès, per exemple, i així revertint els passos d'expansió que s'havien pres.
Augmentar la quantitat de diners tendeix a depreciar el tipus de canvi de la divisa del país en relació amb les altres, pel mecanisme de la taxa d'interès. Les taxes d'interès menors provoquen una sortida de capital del país, reduint per tant la demanda exterior de diners del país, debilitant doncs la divisa. Aquesta propietat de l'expansió quantitativa beneficia directmaent els exportadors que viuen al país que fa la QE, iguals que els deutors, perquè la taxa d'interès ha caigut i, per tant, han de tornar menys diners. En canvi, però, perjudica els creditors perquè guanyen menys diners degut als tipus baixos d'interès. La devaluació d'una moneda també perjudica els importadors, ja que el cost dels béns importants s'infla per la devaluació.
Neil Irwin va opinar a The New York Times l'octubre de 2014 que els programes de QE de la Reserva Federal americana havien contribuït probablement a:
- Baixar els tipus d'interès per als bons d'empresa i les hipoteques, ajudant a mantenir els preus de l'habitatge;
- Una valoració més alta del mercat borsari, en termes d'una ràtio més alta de preu-beneficis per a l'índex S&P 500;
- Augment de la taxa d'inflació i de les expectatives dels inversors per a futura inflació;
- Una taxa més alta de creació de feina; i
- Una taxa més alta de creixement del PIB.[78]

## Riscos
Economistes com ara John B. Taylor creuen que l'expansió quantitativa genera impredictibilitat. Com que l'augment en les reserves bancàries no té per què incrementar el subministrament de diners, si es guarda com a reserves extra, les reserves incrementades creen el perill que pugui haver-hi inflació quan es prestin les reserves.

### Impacte sobre els estalvis i les pensions
A la Unió Europea, economistes financers del Consell Mundial de Pensions (WPC) han declarat que els tipus d'interès de deute públic reduïts artificialment per la QE tindran un impacte advers en el finançament dels fons de pensions, perquè "sense rendiments que superin la inflació, els inversions en pensions veuen com el valor real dels seus estalvis es redueix en comptes d'anar augmentant al llarg dels propers anys".

### Excés d'oferta del mercat immobiliari i QE3
L'únic membre del comitè federal del mercat obert que va votar en contra de QE3, el president de la sucursal de Richmond de la Reserva Federal, Jeffrey M. Lacker, va dir:
| « | L'ímpetu ... és ajudar el mercat immobiliari. És una àrea que s'ha quedat curta en aquesta recuperació. A la majoria de les altres recuperacions americanes després d'una guerra, hem vist una pujada força ràpida a l'immobiliari. Evidentment, el motiu que no hagi retornat en aquesta recuperació és que aquesta recessió l'havia causada principalment el fet que haguéssim construït massa cases abans de la recessió. Encara tenim un romanent enorme de cases que no s'han venut i estan lliures. I trigarem una bona estona a necessitar les cases que tenim, i encara més a haver-ne de construir més. | » |

### Fugida de capitals
El diner nou el podrien utilitzar els bancs per invertir en mercats emergents, economies basades en "commodities", "commodities" mateixes, i oportunitats foranes, en comptes de deixar-lo a les empreses locals que tenen dificultats per obtenir crèdits.

### Augment de les desigualtats d'ingressos i riquesa
Segons un informe del Banc d'Anglaterra, les seves polítiques d'expansió quantitativa han beneficiat sobretot els rics, i el 40% dels guanys han anat a parar al 5% de les famílies més riques. Un altre analista va afirmar que "l'efectiu de la QE acaba pràcticament tot en beneficis i, per tant, empitjora encara més les desigualtats d'ingressos, i les tensions socials que se'n deriven.". Encara un altre ha dit que la QE "és fonamentalment un programa de redistribució regressiva que ha estat amplificant la riquesa per als que ja estan ficats en el sector financer o per als que ja són propietaris de cases, però que passa ben poc cap a la resta de l'economia. És un factor primari de la desigualtat d'ingressos".
El maig de 2013, el president de la sucursal de Dallas de la Reserva Federal, Richard Fisher va dir que els diners barats han fet més rica la gent rica, però no han fet tant per als treballadors americans.

### Crítica dels païsosBRIC
Els països BRIC han criticat les QE que han dut a terme els bancs centrals dels països desenvolupats. Comparteixen l'argument que aquestes accions són una instància de proteccionisme i competència amb devaluacions. Com a exportadors nets amb divises indexades parcialment amb el dòlar, protesten que la QE provoca inflació als seus països i en penalitza les indústries.

## Comparació amb altres instruments

### Expansió qualitativa
El professor Willem Buiter de la London School of Economics ha proposat una terminologia per distingir l'expansió quantitativa (entesa com a expansió del balanç d'un banc central) del que ell anomena expansió qualitativa, o el procés pel qual un banc central afegeix actius amb més risc al seu balanç:
| « | L'expansió quantitativa és un augment de la mida del balanç del banc central mitjançant un augment del seu passiu monetari (base monetària), mantenint constant la composició dels seus actius. La composició dels actius es pot definir com les proporcions dels diferents instruments financers que manté el banc central sobre el valor total dels seus actius. Una definició gairebé equivalent seria que l'expansió quantitativa és un augment de mida del balanç del banc central mitjançant un augment del seu passiu monetari que manté constant la liquiditat (mitjana) i el risc de la seva cartera d'actius. L'expansió qualitativa és un canvi en la composició dels actius del banc central, en la direcció d'actius més líquids i amb més risc, mantenint constant la mida del balanç (i també el tipus oficial i la resta de sospitosos habituals). Els actius menys líquids i de més risc poden ser valors privats o bé instruments sobirans o garantits per un sobirà. Totes les formes de risc, inclòs el risc de crèdit (risc de fallida) s'hi inclouen. | » |

### Expansió de crèdit
Quan va presentar la resposta de la Reserva Federal a la crisi financera de 2008-2009, el seu president Ben Bernanke va fer una distinció entre el nou programa, que va anomenar "expansió (o flexibilització) de crèdit", de l'expansió quantitativa a la japonesa. Al seu discurs va anunciar:
| « | La nostra manera de fer—que es podria descriure com a "flexibilització del crèdit"—s'assembla a l'expansió quantitativa en un aspecte: implica una expansió del balanç del banc central. No obstant, en un règim pur de QE, el punt central de la política és la quantitat de reserves al banc, que són passius del banc central; la composició de crèdits i valors al cantó d'actius del balanç del banc central és anecdòtica. Sens dubte, encara que l'actuació del Banc del Japó durant el període de QE fou força polifacètic, la posició general de la seva política s'avaluava principalment en termes del seu objectiu de reserves bancàries. En contrast, l'expansió creditícia de la Reserva Federal es concentra en la combinació de crèdits i valors que manté i com aquesta composició d'actius afecta les condicions del crèdit per a famílies i empreses. | » |

La flexibilització del crèdit implica augmentar el subministrament de diners, no amb la compra de deute públic, sinó amb actius del sector privat, com bons corporatius, i valors lligats a hipoteques residencials. El 2010, la Reserva Federal va adquirir 1,25 bilions de dòlars de valors garantits per hipoteques per sostenir el mercat d'hipoteques que anava a la baixa. Aquestes adquisicions van augmentar la base monetària de forma similar a una compra de valors del govern.

### Imprimir diners
Alguns periodistes, banquers centrals i analistes financers s'han referit a l'expansió quantitativa com si fos "imprimir diners". El terme imprimir diners normalment implica que s'utilitzen diners acabats de crear per finançar directament els dèficits del govern o per pagar-ne el deute (conegut també com a "monetització del deute públic). No obstant, amb QE, els diners acabats de crear s'utilitzen per comprar deute públic o altres actius financers. Els bancs centrals de la majoria de països desenvolupats (p. ex., el Regne Unit, els Estats Units, el Japó i la Unió Europea) tenen prohibit de comprar deute públic directament al govern i l'han de comprar al mercat secundari. Molts analistes han anomenat aquest procés en dues fases, on el govern ven bons a entitats privades que després el venen al banc central, "monetitzar el deute". La característica que distingeix QE de monetitzar el deute és que amb el primer, el banc central crea diners per estimular l'economia, no per finançar la despesa del govern. A més, el banc central té la intenció declarada de revertir la QE quan l'economia s'hagi recuperat (venent al mercat els bons del govern i els altres actius financers). L'única manera efectiva de determinar si un banc central ha monetitzat el deute és comparar els resultats amb els objectius declarats. Molts bancs centrals han adoptat un objectiu d'inflació. És probable que un banc central estigui monetitzant el deute si continua comprant deute públic quan la inflació ha superat l'objectiu i si el govern té problemes amb el finançament del seu deute.
Ben Bernanke va indicar el 2002 que el govern americà tenia una tecnologia anomenada "impremta" (o, avui en dia, el seu equivalent electrònic) de manera que, si els tipus arribaven a zero i hi havia amenaça de deflació, el govern sempre podia actuar per evitar-la. Va dir, però, que el govern no imprimiria diners i els distribuiria "a la babalà", sinó que focalitzaria els seus esforços en àrees concretes (p. ex., comprar deute d'agències federals i valors garantits per hipoteques). Segons l'economista Robert McTeer, antic president de la Reserva Federal de Dallas, no hi ha cap problema amb imprimir diners durant una recessió, i l'expansió quantitativa és diferent de la política monetària tradicional "només en la seva magnitud i en el fet que s'anuncia prèviament la quantitat i el temps d'actuació". Stephen Hester, director general del grup RBS, va dir en una entrevista, "el que fa el Banc d'Anglaterra en expansió quantitativa és que imprimeix diners per comprar deute públic i, per tant, el que ha passat és que el govern ha fet un dèficit enorme durant els últims tres anys, però en comptes de buscar algú que li deixi aquests diners, el Banc d'Anglaterra ha imprès diners per pagar el dèficit del govern. Si no hi hagués hagut la QE, el govern hauria hagut de buscar gent real que li comprés el deute. Per tant, l'Expansió Quantitativa ha permès als governs, a aquest govern, de fer un gran dèficit pressupostari sense matar l'economia perquè el Banc d'Anglaterra l'ha finançat. Però això no pots fer-ho gaire temps, perquè la gent se n'adona i provoca inflació, però això és el que s'ha fet: s'han imprès diners per finançar el dèficit."
Richard W. Fisher, president de la Reserva Federal de Dallas, va avisar el 2010 que la QE té "el risc de percebre's com si ens embarquéssim en una espiral de monetització de deute. Sabem que un cop es percep que un banc central té com a objectiu els rendiments del deute públic en una època de dèficits pressupostaris continus, de seguida comença la preocupació sobre la monetització del deute." En el mateix discurs, va afirmar després que la Fed està monetitzant el deute públic: "Les matemàtiques d'aquest nou exercici són fàcilment transparents: la Reserva Federal comprarà 110.000 milions de dòlars cada mes en bons del Tresor, una quantitat que, vista amb la perspectiva d'un any, representa el dèficit previst del govern federal per a l'any que ve. Durant els propers vuit mesos, el banc central del país estarà monetitzant el deute federal."

### Alteració de l'estructura de maduració del deute
Basant-se en la recerca de l'economista Eric Swanson, que va avaluar l'efectivitat de l'acció de 1961 del Comitè Federal del Mercat Obert dels Estats Units, anomenada Operation Twist, The Economist ha publicat que una reestructuració semblant del subministrament de diferents tipus de deute tindria un efecte semblant al de la QE. Una acció d'aquest tipus permetria els ministeris d'economia (p. ex., el Departament del Tresor nord-americà) un paper en el procés que per ara està reservat als bancs centrals.